# Американское общество права, медицины и этики
Американское общество права, медицины и этики (англ. American Society of Law, Medicine and Ethics) — некоммерческая образовательная и профессиональная организация. Организация базируется в Бостоне, штат Массачусетс, США, и носит междисциплинарный характер, в неё входят представители как юридических, так и медицинских профессий. Общество ведёт исследовательские проекты, проводит конференции и издаёт два журнала: The Journal of Law, Medicine & Ethics и American Journal of Law & Medicine.
Корни общества восходят к 1911 году, когда было основано Массачусетское общество врачей-исследователей. В течение 70 лет это была единственная организация в штате Массачусетс, в программах которой сочетались как медицинские, так и юридические вопросы. В 1968 году адвокаты были приняты в качестве членов без права голоса. Американское общество права и медицины было создано в качестве преемника организации в 1972 году с Эллиотом Л. Сагаллом в качестве президента. Сагалл был кардиологом, вместе с Джорджем Аннасом преподавал курс права и медицины в юридической школе Бостонского колледжа. В 1992 году общество было переименовано в Американское общество права, медицины и этики.
Среди бывших президентов общества учёные-правоведы Мэри Энн Бобински и Кэтлин Бузанг, а также врачи Джон Лантос и Рональд Крэнфорд.

## Исследовательские и образовательные проекты
- Проект Mayday Pain, начатый в 1995 году и финансируемый Mayday Fund, фокусируется на юридических ограничениях доступа к эффективному обезболиванию[6][7].
- Проект ДНК-дактилоскопии и гражданских свобод, начатый в 2003 году при финансовой поддержке Национальных институтов здравоохранения, фокусируется на правовых и этических аспектах ДНК-дактилоскопии и банков данных[8].